# Albert Grossman
Albert Bernard Grossman, född den 21 maj 1926 i Chicago, död den 25 januari 1986 i London, var en amerikansk entreprenör, musikmanager och -impressario som främst var verksam under 1960- och 1970-talen. Bland de musiker han hade kontrakt med märks bland andra Bob Dylan, Janis Joplin, The Band, Paul Butterfield, Odetta och Peter, Paul and Mary (den senare gruppen bildades av Grossman 1961). Han organiserade den första Newport Folk Festival tillsammans med George Wein 1959. När Bob Dylan sade upp sitt kontrakt, Janis Joplin dog och Peter, Paul and Mary splittrades, alltsammans sommaren-hösten 1970, drog sig Grossman tillbaka som manager och ägnade sig åt sitt nystartade skivbolag/inspelningsstudio, Bearsville Records/Studios, i Woodstock, New York. Bearsville Records var verksamt till 1984 och spelade in album med bland andra Todd Rundgren (inlusive dennes grupp Utopia), Paul Butterfield, Foghat, Randy VanWarmer och Sparks.